# Bdallophytum americanum
Bdallophytum americanum là một loài thực vật có hoa trong họ Cytinaceae. Loài này được (R.Br.) Eichler ex Solms mô tả khoa học đầu tiên năm 1889.